# Gudrún Gísladóttir
Guðrún Gísladóttir, née le 12 décembre 1954, est une actrice islandaise.

## Filmographie

### Cinéma
- 1977 : Undir sama þaki
- 1986 : Le Sacrifice : Maria (en tant que Guðrún S. Gísladóttir)
- 1988 : Foxtrot : Margrét
- 1989 : Magnús : Helena Ólafsdóttir (en tant que Guðrún J. Gísladóttir)
- 1990 : Quand nous étions sorcières (The Juniper Tree) (1990/2019) : Mère
- 1992 : The Men's Choir : Hera myndlistarkona
- 1994 : Skýjahöllin : Mamma
- 1996 : Djöflaeyjan : Þórgunnur
- 1996 : Memento (II)
- 2000 : Íslenski draumurinn : Mère
- 2001 : Villiljós : Mamma Tótu
- 2002 : Ferðin : Sigrun
- 2002 : The Sea (Hafið) : Ragnheiður (en tant que Guðrún S. Gísladóttir)
- 2003 : Njálssaga
- 2004 : Dís : Arna
- 2004 : Niceland (Population. 1.000.002) : Ruth (en tant que Gudrun Gisladottir)
- 2006 : The Sun's Gone Dim
- 2008 : Heiðin : Sara
- 2008 : Líkbarinn
- 2009 : Desember : Aðalbjörg
- 2009 : Harpoon : Mamma
- 2015 : Tvíliðaleikur
- 2016 : Ófærð

## Distinctions
- 2002 : Edda Award : Actrice de l'année (Leikkona ársins í aðalhlutverki) pour Hafið(2002) : nomination
- 2010 : Edda Award : Actrice de soutien de l'année (Leikkona ársins í aukahlutverki) pour Desember (2009)

- (en) Guðrún Gísladóttir: Awards, sur l'Internet Movie Database